# ريال مدريد لكرة اليد
كان فريق ريال مدريد بالونمانو (بالإسبانية: Real Madrid Balonmano) هو قسم كرة اليد الخاص بنادي ريال مدريد لكرة اليد. شارك الفريق في الدوري الإسباني ، بطولة كرة اليد الوطنية الإسبانية، بين عام إنشائه 1952 حتى عام 1959 عندما تم حل الفريق. شارك ريال مدريد في دورين كرة اليد الموجودين في ذلك الوقت، "أحد عشر" (11 لاعباً لكل جانب) و"سبعة" (7 لاعبين).

## تاريخ
تأسس نادي ريال مدريد بالونمانو أو ريال مدريد بي إم في عام 1952، وكان يُعتبر أحد أقوى فرق كرة اليد الإسبانية التي تنافست على المستوى الوطني، إلى جانب منافسه أتلتيكو مدريد بي إم . فاز الفريق بموسم 1952–53 من الدوري الإسباني لكرة اليد.
احتفل النادي بالذكرى الذهبية لتأسيسه بمناسبة مرور 50 عام على تأسيسه ظهر هذا الفريق في شكليه الحادي عشر والسابع ، لأنه في ذلك الوقت لم تكن أي لعبة منهما يتفوق على الآخر. مع مرور السنين، تراجعت لعبة 11 لاعبًا حتى سادت لعبة 7 لاعبين أخيرًا، ورسخت نفسها في جميع أنحاء أوروبا وأصبحت لعبة أولمبية.
في الخمسينيات القرن الماضي، كان فرع كرة اليد في تخصص "الحادي عشر" ، حيث هو التخصص الوحيد، إلى جانب كرة القدم، الذي حظيت مبارياته بمتابعة هائلة كما يتضح من المباريات التي لعبت فيملعب تشامارتين " Estadio de Chamartín ".
على الرغم من أن ريال مدريد قدم مواسم جيدة في سنوات متتالية، إلا أن النادي قرر إغلاق الفرع في عام 1959.

## الملاعب الرئيسية
| مدينة | اسم الساحة | شرط       |
| ----- | ---------- | --------- |
| مدريد |            | 1952–1959 |

## البطولات

### رجال
- الدوري الإسباني (1)؛ 1952–53[5]
- الدوري الإسباني بمشاركة 11 لاعب؛ 1951–52[6]

في بعض الأحيان، كان يشار إلى مسابقة البطولة الإسبانية ، والتي تسمى باسم الدوري الإسباني في وسائل الإعلام باسم بطولة كأس إسبانيا بسبب نظام المواجهة المباشرة الذي يوضح البطل؛ ولهذا السبب يتم الخلط بينه تاريخيًا ومسابقة كأس ملك إسبانيا لكرة اليد.

### سيدات
- كأس الملكة (الوصيف) : 1943[8]